# Hans nåds testamente
Hans nåds testamente – szwedzki niemy film dramatyczny z 1919 roku w reżyserii Victora Sjöströma.

## Obsada
- Karl Mantzius – Jego lordowska mość
- Carl Browallius – Wickberg
- Greta Almroth – Blenda
- Tyra Dørum – Pani Enberg
- Georg Blickingberg – Toni
- Semmy Friedmann – Jacob
- Augusta Lindberg – Pani Hyltenius
- Sture Baude – Roger Hyltenius
- Nils Ahrén – Major Bjoerner
- Josua Bengtsson – Jonsson
- Sigurd Wallén – Szkolny inspektor
- Carl Borin – Nauczyciel
- Emil Fjellström – Listonosz
- Olof Ås – Parobek
- Georg Ahl – Per Hyltenius